# 魯邦三世 PART5
《魯邦三世 PART5》（日語：ルパン三世 PART5），是由日本漫畫家加藤一彥原作動畫《魯邦三世》系列的第5部電視動畫，於2018年4月4日至9月19日期間共播出24集。
隨著2019年4月11日加藤一彦逝世，播出結束後，該部作品成為原作者在世時播出的最後一部電視劇。

## 故事內容
故事從魯邦三世與次元大介在一間法國鄉村小鎮公寓裡的房間開始。網路上存在一個黑暗的網站「馬可波羅」，在那裡你可以買到任何非法的東西，如毒品和槍支。為了竊取數位貨幣，魯邦入侵了一個嚴密的伺服器設施，並且遇到一位天才駭客少女艾咪。接著魯邦在「馬可波羅」上被懸賞高額的獎金，而魯邦跟艾咪要共同面對來自各方的殺手......

## 登场角色

### 主要角色
鲁邦三世（声：栗田贯一（日本）；孫誠（台灣））
本作主角。世界傳奇大盜，義賊，透過各種奇妙的想法和技術來獲得目標，具有高超的偷盜技術，沒有他偷不到的東西。
次元大介（声：小林清志（日本）；張騰（台灣））
超級神槍手，拔槍只需0.3秒，嗜酒，是老菸槍。即使一人遇到麻煩也能掌握局面並打破困境，是魯邦的忠實搭檔。
石川五右卫门（声：浪川大輔（日本）；喬資淯→賈文安（台灣））
日本武士，劍法快如閃電，沒有他砍不斷的東西，為石川家族的十三代世孫後裔，是魯邦的忠實搭檔。
峰不二子（声：澤城美雪（日本）；汪世瑋（台灣））
身世如謎的女子，擁有出色的外表以及完美的身材比例，以自我慾望做為行動的第一原則。
銭形警部（声：山寺宏一（日本）；陳幼文（台灣））
國際刑警組織ICPO的魯邦三世搜查官，一心一意只想將魯邦逮捕到案。

### 本作角色
艾咪・海寧（声：水瀨祈（日本）；黃玉奇（台灣））
「EPISODE I」初登場。擁有天才般的程式編成能力的少女，在本作中使用駭客攻擊能力與魯邦一起行動。性格木訥，不善與人交際，在寄宿學校和帕達爾王國的王女多爾瑪成為朋友。
八咫烏五郎（声：島崎信長（日本）；待查詢（台灣））
「EPISODE I」初登場。國際刑警組織ICPO所屬的刑事，錢形警部的部下。
阿爾貝・唐德萊奇（声：津田健次郎（日本）；喬資淯→賈文安（台灣））
「EPISODE II」初登場。一位了解魯邦過去的神祕男子，擁有冷靜理性的個性，擔任法國司法警察中央局局長的職位。
恩佐・布隆（声：上川隆也（日本）；張騰（台灣））
「EPISODE III」正式登場（第1集開頭影子初登場）。世界頂尖的IT公司Shake Hands的創辦人，擁有狂野的個性，世界都在關注他的行動。艾咪・海寧的親生父親。
林博（声：谷昌樹（日本）；喬資淯→賈文安（台灣））
「EPISODE III」正式登場（第1集開頭影子初登場）。恩佐的商業夥伴（合夥人）。
咖啡店店長／未亡人（聲：行成桃姬（日本）；汪世瑋（台灣））
「EPISODE I」初登場。咖啡店店長。
盧卡斯（聲：山本善寿（日本）；梁群（台灣））
「EPISODE I」初登場。阿爾貝的部下。

### 各篇章角色

#### 第1話 - 第5話「EPISODE I」
畢卡夫／洽克‧格雷（聲：朝比奈拓見（日本）；梁群（台灣））

奇普洽普／卡納爾‧魯賓遜（聲：吉野貴大（日本））

沐沐／索尼婭‧布泰拉（聲：黑木沙織（日本）；汪世瑋（台灣））

老鼠一族族長（聲：宮崎敦吉（日本）；陳幼文（台灣））

魔山神平（聲：佐藤愁貴（日本））

聯盟媽媽（聲：內野惠理子（日本）；汪世瑋（台灣））

一郎（聲：中尾智（日本））

旺來

安妮（聲：井川秀栄（日本）；陳幼文（台灣））

紐特（聲：越後屋浩介（日本））

王（聲：中野泰佑（日本））

不亂劍博士（聲：菅原雅芳（日本））

金閣＆銀閣（聲：不明（日本）；張騰＆喬資淯（台灣））

夏多克（聲：不明（日本）；喬資淯（台灣））

萬屋十完（聲：不明（日本）；張騰（台灣））

骨頭船長

銀蠅&防衛怪人

犬蟲

大野山

赤奇血汐（聲：不明（日本）；梁群（台灣））

黑坑蝰蛇

#### 第6話「魯邦對天才金庫」
大哥（聲：伊藤健太郎（日本）；喬資淯（台灣））

小弟（聲：龜井芳子（日本）；汪世瑋（台灣））

經理（聲：浦山迅（日本））

#### 第7話 - 第10話「EPISODE II」
葛斯頓（聲：菅生隆之（日本）；陳幼文（台灣））

紀歐姆（聲：手塚秀彰（日本）；梁群（台灣））

卡穆·巴爾多（聲：中博史（日本）；陳幼文（台灣））

迪奇·巴斯科（聲：佐藤愁貴（日本））

喬瑟（聲：二又一成（日本）；張騰（台灣））

盧布南（聲：無）

克洛（聲：花藤蓮（日本）；黃玉奇（台灣））

艾拉尼耶（聲：村中知（日本）；汪世瑋（台灣））

卡爾威斯（聲：金子由之（日本）；陳幼文（台灣））

B先生（聲：東和良（日本）；張騰（台灣））

艾吉翁（聲：仲野裕（日本）；陳幼文（台灣））

路易絲（聲：瀨田裕美（日本）；汪世瑋（台灣））

#### 第11話「追趕巴布羅的寶藏」
巴布羅

戈麥斯（聲：岐部公好（日本）；喬資淯（台灣））

巴布羅家族殘黨首領（聲：福松進紗（日本）；喬資淯（台灣））

巴布羅家族殘黨隊長（聲：小林操（日本）；張騰（台灣））

#### 第12話「第十三代石川五右衛門散財記」
英妮絲‧卡薩爾（聲：戸松遥（日本）；黃玉奇（台灣））

約翰（聲：小林由美子（日本）；汪世瑋（台灣））

布魯諾（聲：小松史法（日本）；梁群（台灣））

克洛伊‧卡薩爾（聲：堀越知恵（日本））

#### 第13話 - 第16話「EPISODE III」
多爾瑪（聲：佐倉綾音（日本）；汪世瑋（台灣））

馬克蓋亞／烏戈（聲：高橋廣樹、相樂信賴〈少年〉（日本）；賈文安（台灣））

大主教（聲：堀越富三郎（日本）；陳幼文（台灣））

柏金（聲：小室正幸（日本）；張騰（台灣））

拉賈·拉哈·辛哈（聲：玉野井直樹（日本）；梁群（台灣））

解放之鯨首領（聲：小山剛志（日本）；張騰（台灣））

阿德拉（聲：千種春樹（日本）；喬資淯（台灣））

辰卡（聲：山内健嗣（日本）；陳幼文（台灣））

布洛利（聲：瀧村直樹（日本）；梁群（台灣））

阿穆爾（聲：長島真祐（日本））

曾上校（聲：桐本拓哉（日本）；梁群（台灣））

普頓中尉（聲：池田仁（日本）；陳幼文（台灣））

#### 第17話「偵探吉姆巴內特三世的問候」
伊莎貝爾‧蒙柏桑（聲：谷育子（日本）；陳季霞（台灣））

瑪麗（聲：石川由依（日本）；穆宣名（台灣））

費德列克‧奧托雷特（聲：土師孝也（日本）；馬伯強（台灣））

亞蘭‧迪波瓦（聲：内田夕夜（日本）；張騰（台灣））

皮耶爾‧施密特（聲：牛山茂（日本）；梁群（台灣））

飛利浦‧德‧蒙柏桑（聲：無）

#### 第19話「7.62mm的幻影」
幻影的「女兒」（聲：武田華（日本）；陳貞伃（台灣））

幻影（聲：石塚理惠（日本）；陳貞伃（台灣））

吉爾貝斯坦（聲：岩崎博（日本）；梁群（台灣））

#### 第20話「怪盜錢形」
范可夫（聲：山内健嗣（日本）；張騰（台灣））

塞略加（聲：鹿糠光明（日本）；梁群（台灣））

維克多（聲：不明（日本）；陳幼文（台灣））

沃路尼（聲：不明（日本）；陳幼文（台灣））

#### 第21話 - 第24話「EPISODE IV」
金傑可（聲：中村浩太郎（日本））

賽希莉亞（聲：渡邊由加里（日本）；汪世瑋（台灣））

尼可拉（聲：魚建（日本）；陳幼文（台灣））

老鼠吉三（聲：藤高智大（日本）；賈文安（台灣））

布莉吉特（聲：熊井統子（日本）；汪世瑋（台灣））
於電視動畫「PART4」登場角色，本作第21集客串出場。
金先生（聲：石住昭彦（日本）；陳幼文（台灣））
於電視動畫「PART2」登場角色，本作第23集客串出場。
涅克薩斯（聲：町田政則（日本）；張騰（台灣））
於電視動畫「PART2」登場角色，本作第23集客串出場。
梅洛（聲：松浦裕美子（日本）；汪世瑋（台灣））
於電視動畫「PART2」登場角色，本作第23集客串出場。
蕾貝卡·羅塞里尼（聲：藤井幸代（日本）；黃玉奇（台灣））
於電視動畫「PART4」登場角色，本作第24集客串出場。
戴安娜（聲：岡本麻彌（日本）；黃玉奇（台灣））
於電視特別篇「追尋哈里毛的寶藏」登場角色，本作第24集客串出場。

## 集數列表
| 話數   | 篇章        | 日文標題                       | 中文標題                     | 劇本           | 分鏡                | 演出              | 作畫監督                                    | 首播日期      |
| ------ | ----------- | ------------------------------ | ---------------------------- | -------------- | ------------------- | ----------------- | ------------------------------------------- | ------------- |
| 第1話  | EPISODE I   | 地下塔の少女                   | 地下塔的少女                 | 大河内一楼     | 矢野雄一郎 酒向大輔 | 小山田桂子        | 高田洋一 白井裕美子                         | 2018年 4月4日 |
| 第2話  | EPISODE I   | ルパン・ゲーム                 | 魯邦遊戲                     | 大河内一楼     | 矢野雄一郎          | 大賀まこと        | 鹿島功光（総） 渡辺裕二 齋藤直子            | 4月11日       |
| 第3話  | EPISODE I   | 殺し屋は荒野に集う             | 殺手聚集在荒野上             | 大河内一楼     | 酒向大輔            | 山田卓 小山田桂子 | 高須美野子 野口寛明                         | 4月18日       |
| 第4話  | EPISODE I   | 銭形の誇りと砂漠の埃           | 錢形的驕傲與沙漠的塵埃       | 大河内一楼     | 矢野雄一郎          | 大賀まこと        | 鹿島功光（総） 渡辺裕二                     | 4月25日       |
| 第5話  | EPISODE I   | 悪党の覚悟                     | 惡黨的覺悟                   | 大河内一楼     | 佐野隆史            | 小山田桂子        | 垣野内成美                                  | 5月2日        |
| 第6話  | 第6話       | ルパン対天才金庫               | 魯邦對天才金庫               | 酒向大輔       | 酒向大輔            | 富沢信雄 山田卓   | 白井裕美子 高田洋一                         | 5月9日        |
| 第7話  | EPISODE II  | その名はアルベール             | 名為阿爾貝                   | 雑破業         | 富沢信雄            | 山田卓 小山田桂子 | 末永宏一                                    | 5月16日       |
| 第8話  | EPISODE II  | 黒い手帳は誰の手に             | 黑色筆記本在誰的手上         | 雑破業         | 富沢信雄            | 大賀まこと        | 鹿島功光（総） 北澤精吾                     | 5月23日       |
| 第9話  | EPISODE II  | "ルパン"を棄てた男             | 捨棄「魯邦」的男人           | 雑破業         | 富沢信雄 友永和秀   | 富沢信雄          | 高田洋一 白井裕美子                         | 5月30日       |
| 第10話 | EPISODE II  | 泥棒と泥棒                     | 小偷與小偷                   | 雑破業         | 矢野雄一郎          | 土屋康郎          | 末永宏一 山川宏治 鈴木美咲                  | 6月6日        |
| 第11話 | 第11話      | パブロ・コレクションを走れ     | 追趕巴布羅的寶藏             | 大河内一楼     | 堂山卓見 中田博文   | 堂山卓見          | 中田博文                                    | 6月13日       |
| 第12話 | 第12話      | 十三代目石川五ェ門散財ス       | 揮霍無度的十三代石川五右衞門 | 野島一成       | 佐野隆史            | 土屋康郎          | 末永宏一 田口麻美（補佐）                   | 6月20日       |
| 第13話 | EPISODE III | 弓と王女とテロリスト           | 弓與公主與恐怖分子           | 大河内一楼     | 矢野雄一郎          | 小山田桂子        | 高須美野子 野口寛明                         | 7月4日        |
| 第14話 | EPISODE III | 王国の盗み方                   | 王國的盜取方法               | 大河内一楼     | 佐野隆史            | 小山田桂子        | 野口寛明 高須美野子                         | 7月11日       |
| 第15話 | EPISODE III | ルパンと彼女の関係             | 魯邦和她的關係               | 大河内一楼     | 矢野雄一郎          | 小山田桂子        | 髙田洋一 高須美野子                         | 7月18日       |
| 第16話 | EPISODE III | 初恋の話をしよう               | 談談初戀吧                   | 大河内一楼     | 佐野隆史            | 小山田桂子        | 末永宏一 高須美野子 髙田洋一                | 7月25日       |
| 第17話 | 第17話      | 探偵ジム・バーネット三世の挨拶 | 偵探吉姆·巴內特三世的問候    | 大倉崇裕       | 辻初樹              | 江副仁美          | 仁井宏隆                                    | 8月1日        |
| 第18話 | 第18話      | 不二子の置きみやげ             | 不二子的臨別贈禮             | 綾奈ゆにこ     | 佐野隆史            | 斉藤啓也          | 野口寛明 髙田洋一                           | 8月8日        |
| 第19話 | 第19話      | 7.62mmのミラージュ             | 7.62mm的幻影                 | 時雨沢恵一     | 佐野隆史            | 宇都宮正記        | 山川宏治 野口寛明                           | 8月15日       |
| 第20話 | 第20話      | 怪盗銭形                       | 怪盜錢形                     | 西田シャトナー | 辻初樹              | 辻初樹            | 仁井宏隆 高須美野子 末永宏一                | 8月22日       |
| 第21話 | EPISODE IV  | 時代遅れの大泥棒               | 落伍的大盜                   | 大河内一楼     | 矢野雄一郎          | 土屋康郎          | 高須美野子 末永宏一                         | 8月29日       |
| 第22話 | EPISODE IV  | 答えよ斬鉄剣                   | 回答在下吧斬鐵劍             | 大河内一楼     | 矢野雄一郎          | 小山田桂子        | 稲手遥香 田口麻美 酒向大輔                  | 9月5日        |
| 第23話 | EPISODE IV  | その時、古くからの相棒が言った | 那時，老搭檔説了             | 大河内一楼     | 矢野雄一郎          | 土屋康郎          | 酒向大輔（総） 野口寛明 高田洋一            | 9月12日       |
| 第24話 | EPISODE IV  | ルパン三世は永遠に             | 永遠的魯邦三世               | 大河内一楼     | 矢野雄一郎          | 矢野雄一郎        | 酒向大輔（総） 末永宏一 高須美野子 田口麻美 | 9月19日       |

## 外部連結
- 官方網站（日語）